# Tanguy Ndombele
Tanguy Ndombele Alvaro (* 28. Dezember 1996 in Longjumeau) ist ein französischer Fußballspieler, der bei OGC Nizza unter Vertrag steht. Der Mittelfeldspieler ist seit Oktober 2018 französischer Nationalspieler.

## Karriere

### Verein
Der Sohn kongolesischer (DR Kongo) Eltern begann mit dem Fußballspielen im Alter von fünf Jahren. Nachdem er in verschiedenen unterklassigen Vereinen im Jugendbereich gespielt hatte, wechselte er 2011 in die Jugend von EA Guingamp. 2014 schloss er sich der B-Mannschaft des SC Amiens an, für die er zwei Saisons spielte, bevor er im Jahr 2016 in die erste Mannschaft befördert wurde. Für den Zweitligisten debütierte Ndombele am 9. September 2016. Im Spiel gegen den FC Tours kam er in der Schlussphase für den angeschlagenen Thomas Monconduit in die Partie.
Am 31. August 2017 wechselte Ndombele vorerst in einem Leihgeschäft für ein Jahr zu Olympique Lyon. OL bezahlte an Amiens eine Leihgebühr in Höhe von zwei Millionen Euro und sicherte sich eine Option für einen festen Transfer in Höhe von acht Millionen Euro. Sein erstes Ligaspiel für Lyon absolvierte er am 17. September, als er bei der 0:2-Niederlage gegen Paris Saint-Germain in der Startformation stand. Sein erstes Pflichtspieltor für OL erzielte er am 15. Februar 2018 beim 3:1-Heimsieg im UEFA-Europa-League-Sechzehntelfinale gegen den FC Villarreal. Zur Saison 2018/19 nutzte Olympique Lyon seine Kaufoption.
Anfang Juli 2019 unterzeichnete Ndombele einen Sechsjahresvertrag bei Tottenham Hotspur, die eine Ablösesumme von 62 Millionen Euro zahlten. Sein Premier-League-Debüt bestritt er am 10. August 2019 beim 3:1-Heimsieg gegen Aston Villa, in dem er nach 73 gespielten Minuten den zwischenzeitlichen Ausgleich zum 1:1 erzielte. In dieser Saison 2019/20 absolvierte er 21 Ligaspiele, in denen ihm zwei Tore gelangen. Im Januar 2022 wurde er bis zum Saisonende an seinen ehemaligen Verein Olympique Lyon verliehen.
Im August 2022 folgte ein erneutes Leihgeschäft, bis zum Ende der Saison 2022/23 zog es ihn zum italienischen Erstligisten SSC Neapel. Dort kam Ndombele zu 30 Ligaspielen und wurde am Ende der Spielzeit mit seinen Teamkollegen Meister.
Im September 2023 wechselte der Franzose leihweise in die Türkei zu Galatasaray Istanbul. Galatasaray konnte per Kaufoption Ndombele fest verpflichten werden. Dann wäre eine Zahlung von 15 Millionen Euro Ablöse fällig gewesen, die über fünf Spielzeiten in gleich großen Raten zu zahlen gewesen wäre. Ndombele kam zu 19 Ligaspielen und wurde türkischer Meister.
Im Juli 2024 verließ er Tottenham und wechselte zum OGC Nizza und unterschrieb dort einen Zweijahresvertrag.

### Nationalmannschaft
Für Frankreichs U21 debütierte Ndombele am 1. September 2017 im Spiel gegen Kasachstan. Am 11. Oktober 2018 gab er sein Debüt für die A-Nationalmannschaft, als er bei einem Testspiel gegen Island eingewechselt wurde.

## Erfolge
- Italienischer Meister: 2022/23
- Türkischer Meister: 2023/24